# بیلاو پوگوژلسکیه
بیلاو پوگوژلسکیه (به لهستانی:  Bielawy Pogorzelskie) یک روستا در لهستان است که در گمینا پوگوژلا واقع شده‌است.